# ウィルフリッド・ローリエ大学
座標: 北緯43度28分31.21秒 西経80度31分38.08秒 / 北緯43.4753361度 西経80.5272444度
ウィルフリッド・ローリエ大学(英語:Wilfrid Laurier University)は、オンタリオ州ウォータールー市に本部を置くカナダの大学。1911年創立。

## 沿革
- 1911年 東カナダ福音ルター神学校 (Evangelical Lutheran Theological Seminary of Eastern Canada) として創立
- 1915年 ウォータールー高校 (Waterloo College School) に改名する。
- 1924年 上記の学校が3年制の大学相当の課程を始める。これにより学生は学位を取得できる
- 1925年 ウォータールー文科専門学校 (Waterloo College of Arts) が創立される。ウェスタンオンタリオ大学の付属機関となる。
- 1956年 上記の学校の派生機関としてウォータールー専門学校准学部 (Waterloo College Associate Faculty) が創立され、1959年、ウォータールー大学となる。
- 1960年 ルター教会 (Lutheran Church、東カナダ福音ルター神学校の教会) がウォータールー文科専門学校のスポンサーを放棄し、校名がウォータールールター大学 (Waterloo Lutheran University) となり、ウェスタンオンタリオ大学から切り離される。
- 1973年 ウィルフリッド・ローリエ大学となる。
- 1999年 ブラントフォードキャンパス (en:Laurier Brantford)が開校。
- 2006年 社会学部がキッチナーに移転する。
- 2018年 コネストガ・カレッジと連携して、ミルトンにキャンパスを開校する予定だったが、予算の問題で、計画が白紙に戻った。2019年現在、再計画中である。

## キャンパス
- ウォータールー - 本部
- キッチナー - 社会事業学部
- ブラントフォード - 文学部、リベラル・アーツ学部と経済・ビジネス学部の一部、文学研究科 (犯罪学と[社会正義とコミュニティエンゲージメント])、大学入学英語プログラム
- ミルトン - 教育研究科

## 学部
経済・ビジネス学部のみ博士前期課程しかなく、その他の学部は博士前期課程と後期課程の両方がある。
- 文学部
  - マーティン・ルターカレッジ (キリスト教学とグローバル市民権学科)
- 教育学部
- 人間と社会科学部
- リベラル・アーツ学部
- 音楽学部
- 理学部
- 経済・ビジネス学部 (ラザリディス経済・ビジネススクール)
- 社会事業学部 (ライル・S・ホールマン社会事業学部)